# Сбогом, Чарли
Сбогом, Чарли (на английски: Goodbye Charlie) е американска комедия от 1964 г., режисиран от Винсънт Минели, с участието на Деби Рейнолдс и Тони Къртис в главните роли. Той е адаптация на пиесата с едноименно заглавие на Джордж Акселрод. Пиесата също така е в основата на филма „Подмяна“ от 1991 година с Елън Баркин и Джими Смитс.

## Сюжет
Холивудският писател Чарли Сорел е застрелян и убит от унгарския филмов продуцент Сър Леополд Сартори (Уолтър Матау), когато го засича с жена си в леглото. След погребението една заблудена и изтощена жена (Деби Рейнолдс) е намерена да се скита на плажа. Тя не си спомня нищо друго освен указания за дома на Чарли.
На следващата сутрин всичко се връща към нея: тя е прероденият Чарли. След като преодолява шока, тя убеждава своя най-добър и единствен приятел, Джордж Трейси (Тони Къртис) в нейната самоличност. Настъпват всякакви усложнения, когато тя първо приема ситуацията и след това решава да се възползва от нея, с нежеланата помощ на Трейси. Чарли е променил пола си, но не може да промени навиците си и в крайна сметка е убит отново, само за да се прероди отново, този път като куче.

## В ролите
| Актьор        | Роля                         |
| ------------- | ---------------------------- |
| Деби Рейнолдс | Чарлс Сорел/Вирджиния Мейсън |
| Тони Къртис   | Джордж Трейси                |
| Уолтър Матау  | Сър Леополд Сартори          |
| Пат Бун       | Брус Минтън III              |
| Джоана Барнс  | Джанин Хайленд               |
| Елън Бърстин  | Франи Залцман                |
| Лора Девън    | Ръсти Сартори                |
| Мартин Гейбъл | Мортън Крафт                 |